# Kiruna (obec)
Obec Kiruna (švédsky Kiruna kommun) je samosprávné území v kraji Norrbotten a historické provincii Laponsko na severu Švédska. Jedná se o nejsevernější a zároveň rozlohou největší obec ve Švédsku – rozlehlejší než většina krajů. Zároveň patří k nejméně zalidněným. Správním sídlem je město Kiruna.

## Geografie
Celé území obce se nachází za severním polárním kruhem. Západní část zabírá Skandinávské pohoří, kde se mimo jiné nachází nejvyšší švédská hora Kebnekaise (2097 m n. m.). Pramení zde 6 velkých řek (Torne, Kalix, Rautas, Vittangiälven, Lainioälven a pohraniční řeka Könkämäälven–Muoniaälven).
Východní část území obce má pahorkatinný charakter a je pokrytá převážně lesy.
V obci se nachází více než 6000 jezer. Největší z nich je Torneträsk.
V okolí města Kiruna jsou bohatá ložiska železné rudy, která se zde těží.

### Ochrana přírody
Nacházejí se zde národní parky Abisko a Vadvetjåkka a 18 přírodních rezervací.

## Sídla
V obci se nachází 7 sídelních oblastí (tätorter):
| Sídlo              | Počet obyvatel (31. 12. 2020) |
| ------------------ | ----------------------------- |
| Kiruna             | 17 513                        |
| Vittangi           | 755                           |
| Jukkasjärvi        | 692                           |
| Svappavaara        | 401                           |
| Laxforsen/Lintanen | 331                           |
| Karesuando         | 279                           |
| Kuttainen          | 211                           |

Většina území je řídce osídlená. Obyvatelstvo se soustřeďuje převážně v Kiruně a jejím okolí. V sídelních oblastech žije skoro 86 % obyvatel, na venkově pouze 14 %.

## Doprava
Vzhledem k řídkému osídlení tu není asi hustá silniční síť. Východní částí prochází z jihu na sever (do Finska) mezinárodní silnice E45. Z jihovýchodu na severozápad do Norska pak vede silnice E10, která prochází Kirunou. Ve Vittangi z E45 odbočuje krajská silnice 395.
Kiruna leží na železniční trati Malmbanan (Rudná dráha), vedoucí z krajského města Luleå do norského Narviku. Nachází se zde také regionální letiště.
Krajský dopravce Länstrafiken Norrbotten v obci zajišťuje řadu pravidelných autobusových linek.